# Calileptoneta briggsi
Calileptoneta briggsi là một loài nhện trong họ Leptonetidae.
Loài này thuộc chi Calileptoneta. Calileptoneta briggsi được miêu tả năm 2004 bởi Ledford.